# Jérémie
Jérémie (en criollo haitiano Jeremi) es una comuna de Haití que está situada en el distrito de Jérémie, del departamento de Grand'Anse. Es conocida como "la ciudad de los poetas", por su abundancia de historiadores, escritores e intelectuales.

## Historia
Fundado en 1760 con el nombre de Trou-Jérémie
En 1964, durante las Vísperas de Jérémie, el ejército haitiano y los Tonton Macoutes, masacraron a 27 personas de Jérémie.
En 2015 la sección comunal de Marfranc, que hasta ese momento formaba parte de la comuna de Jérémie, se desgajó de esta para formar la nueva comuna de Marfranc.

## Secciones
Está formado por las secciones de:
- Basse Voldrogue
- Haute Voldrogue (que abarca el barrio de León)
- Haute Guinaudée
- Basse Guinaudée
- Ravine à Charles
- Iles Blanches
- Fond Rouge Dahere
- Fond Rouge Torbeck

## Demografía
| Gráfica de evolución demográfica de Jérémie entre 2009 y 2015 |
|                                                               |

Los datos demográficos contemplados en este gráfico de la comuna de Jérémie son estimaciones que se han cogido de 2009 a 2015 de la página del Instituto Haitiano de Estadística e Informática (IHSI). 

## Personas destacadas
- Thomas-Alexandre Dumas fue general de las Guerras Revolucionarias Francesas, nació en Jérémie como el hijo de un noble francés y de una de sus esclavas negras, antes de la independencia. Dumas vivió la mayor parte de su vida en Francia, donde su padre lo llevó a los 18 años de edad. Se casó y fue padre de Alejandro Dumas, quien años después se convertiría en un autor conocido y prolífico en el siglo XIX.
- René Philoctète, poeta haitiano
- Raoul Cédras, militar y político haitiano
- Joseph Serge Miot, obispo haitiano
- Etzer Vilaire, poeta y abogado